# Barrage de Bayındır
Le barrage de Bayındır (en turc Bayındır barajı) est un barrage en Turquie. Le barrage est la périphérie de la ville d'Ankara et la rivière issue du barrage se jette dans la rivière de Hatip (Hatip Çayı) à seulement quelques centaines de mètres du barrage.

## Sources
- (en) « Bayındır Dam », sur Agence gouvernementale turque des travaux hydrauliques (DSİ)